# Сунь Янань
Сунь Янань (нар. 15 вересня 1992, Фенчен, провінція Ляонін) — китайська борчиня вільного стилю, чемпіонка та призерка чемпіонатів світу, дворазова чемпіонка та срібна призерка чемпіонатів Азії, чемпіонка та срібна призерка Азійських ігор, володарка та призерка Кубків світу, бронзова призерка Олімпійських ігор. Чемпіонка світу 2010 року серед юніорів.

## Спортивні результати на міжнародних змаганнях

### Виступи на Олімпіадах
| Змагання                    | Збірна | Вагова категорія          | Місце  |
| --------------------------- | ------ | ------------------------- | ------ |
| Літні Олімпійські ігри 2016 | Китай  | жіноча боротьба, до 48 кг | Бронза |
| Літні Олімпійські ігри 2020 | Китай  | жіноча боротьба, до 50 кг | Срібло |

### Виступи на Чемпіонатах світу
| Змагання                        | Збірна | Вагова категорія          | Місце  |
| ------------------------------- | ------ | ------------------------- | ------ |
| Чемпіонат світу з боротьби 2011 | КНР    | жіноча боротьба, до 51 кг | 8      |
| Чемпіонат світу з боротьби 2012 | КНР    | жіноча боротьба, до 51 кг | Срібло |
| Чемпіонат світу з боротьби 2013 | КНР    | жіноча боротьба, до 51 кг | Золото |
| Чемпіонат світу з боротьби 2018 | КНР    | жіноча боротьба, до 50 кг | Бронза |
| Чемпіонат світу з боротьби 2019 | КНР    | жіноча боротьба, до 50 кг | 5      |

### Виступи на Чемпіонатах Азії
| Змагання                       | Збірна | Вагова категорія          | Місце  |
| ------------------------------ | ------ | ------------------------- | ------ |
| Чемпіонат Азії з боротьби 2011 | КНР    | жіноча боротьба, до 48 кг | Золото |
| Чемпіонат Азії з боротьби 2016 | КНР    | жіноча боротьба, до 48 кг | Золото |
| Чемпіонат Азії з боротьби 2017 | КНР    | жіноча боротьба, до 48 кг | 5      |
| Чемпіонат Азії з боротьби 2019 | КНР    | жіноча боротьба, до 50 кг | Срібло |

### Виступи на Азійських іграх
| Змагання                        | Збірна | Вагова категорія          | Місце  |
| ------------------------------- | ------ | ------------------------- | ------ |
| Азійські ігри 2014              | КНР    | жіноча боротьба, до 48 кг | Срібло |
| Азійські ігри в приміщенні 2017 | КНР    | жіноча боротьба, до 48 кг | Золото |
| Азійські ігри 2018              | КНР    | жіноча боротьба, до 50 кг | 9      |

### Виступи на Кубках світу
| Змагання                    | Збірна | Вагова категорія          | Місце  |
| --------------------------- | ------ | ------------------------- | ------ |
| Кубок світу з боротьби 2011 | КНР    | жіноча боротьба, до 51 кг | Срібло |
| Кубок світу з боротьби 2013 | КНР    | жіноча боротьба, до 48 кг | Золото |
| Кубок світу з боротьби 2014 | КНР    | жіноча боротьба, до 48 кг | Бронза |
| Кубок світу з боротьби 2017 | КНР    | команда                   | Срібло |
| Кубок світу з боротьби 2018 | КНР    | команда                   | Срібло |
| Кубок світу з боротьби 2019 | КНР    | команда                   | Бронза |

### Виступи на інших змаганнях
| Змагання                                 | Збірна | Вагова категорія          | Місце  |
| ---------------------------------------- | ------ | ------------------------- | ------ |
| Всесвітні ігри бойових мистецтв 2010     | КНР    | жіноча боротьба, до 48 кг | Золото |
| Гран-прі Туркуена з боротьби 2011        | КНР    | жіноча боротьба, до 51 кг | Золото |
| Тестовий турнір FILA 2011                | КНР    | жіноча боротьба, до 48 кг | Бронза |
| Міжнародний меморіал Дейва Шульца 2013   | КНР    | жіноча боротьба, до 48 кг | Золото |
| Гран-прі Парижа з боротьби 2015          | КНР    | жіноча боротьба, до 48 кг | Золото |
| Klippan Lady Open 2015                   | КНР    | жіноча боротьба, до 48 кг | 5      |
| Гран-прі Іспанії з боротьби 2015         | КНР    | жіноча боротьба, до 48 кг | Золото |
| Тестовий турнір UWW 2016                 | КНР    | жіноча боротьба, до 48 кг | Золото |
| Золотий Гран-прі з боротьби 2016         | КНР    | жіноча боротьба, до 48 кг | Золото |
| Pro Wrestling League 2018                | КНР    | команда                   | Срібло |
| Klippan Lady Open 2019                   | КНР    | жіноча боротьба, до 50 кг | Золото |
| Турнір Дана Колова — Николи Петрова 2019 | КНР    | жіноча боротьба, до 50 кг | 8      |
| Тестовий турнір UWW 2019                 | КНР    | жіноча боротьба, до 50 кг | 8      |

### Виступи на змаганнях молодших вікових груп
| Змагання                                      | Збірна | Вагова категорія          | Місце  |
| --------------------------------------------- | ------ | ------------------------- | ------ |
| Чемпіонат Азії з боротьби серед юніорів 2010  | КНР    | жіноча боротьба, до 51 кг | Золото |
| Чемпіонат світу з боротьби серед юніорів 2010 | КНР    | жіноча боротьба, до 51 кг | Золото |
| Чемпіонат Азії з боротьби серед юніорів 2011  | КНР    | жіноча боротьба, до 51 кг | Золото |